# Inga hirsutissima
Inga hirsutissima är en ärtväxtart som beskrevs av Henry Hurd Rusby. Inga hirsutissima ingår i släktet Inga och familjen ärtväxter. Inga underarter finns listade i Catalogue of Life.